# 李勇武 (1925年)
李勇武（朝鲜语：／ Ri Yong-mu，1925年1月25日—2022年1月27日），又译为李用茂、李要武，朝鮮民主主義人民共和國政治人物。朝鲜国防委員会副委員長，朝鲜人民軍次帥。
1925年1月25日生于平安南道平城市，第二中央政治学校毕业。1947年6月加入中央警卫队，早年曾任朝鲜驻中国大使馆武官。1964年6月任朝鲜人民军总政治局第一副局长，同月晋升中将。1970年11月在劳动党五大当选朝鲜劳动党中央委員，1973年8月晋升上将，并任人民軍总政治局局長，1974年6月当选朝鲜劳动党政治局委員。1977年10月被免去一切职务，下放至两江道任林场管理员。
1985年1月被重新启用，任两江道人民委員会副委員長，1988年11月劳动党6届14中全会当选中央候补委员。1989年6月劳动党6届16中全会当选中央委员。1989年2月任社会安全部政治局局長（政委），1991年12月－1998年9月任政务院交通委員会委員長兼政治局局长。1998年9月当选国防委員会副委員長，晋升人民軍次帥。2010年9月29日当选朝鲜劳动党中央委员会政治局委员。

## 荣誉
- 共和国英雄
- 金日成勋章
- 金正日勋章